# William Stafford (poet)
William Edgar Stafford, född 17 januari 1914 i Hutchinson i Kansas, död 28 augusti 1993 i Lake Oswego i Oregon, var en amerikansk poet, diktare och pacifist, far till poeten och författaren Kim Stafford. William Staffords senare verk är starkt präglade av miljöerna i Oregon där han hade sin hemvist under 45 år.

## Tidigt liv
Stafford föddes i Kansas, äldst av tre barn i en kväkarfamilj. Under den stora depressionen var han och hans familj tvungna att leva ett kringflackande liv i jakt för arbete åt fadern. Stafford hjälpte till att dra in pengar till familjen genom att dela ut tidningar, rensa sockerbetsfält, odla grönsaker och jobba som elektrikerhjälp.